# Олимпия-85
«Олимпия-85» — ныне не существующий киргизский футбольный клуб, представлявший Бишкек. В 2003 году выступал в Высшей лиге Кыргызстана.

## История
Клуб сформирован в 2001 году из футболистов детско-юношеских команд города Бишкек 1985 года рождения по инициативе Федерации футбола Кыргызстана, был базовым клубом юношеской сборной страны соответствующего возраста.
Футболисты были собраны в городскую школу №60, также тренировки проходили на базе Института физкультуры. Тренировал команду Владимир Александров.
В 2001-2002 годах «Олимпия-85» выступала в Северной зоне Первой лиги, но без особого успеха. Также в 2001 году команда была включена в розыгрыш Кубка Кыргызстана, где дошла до стадии 1/16 финала, не сыграв при этом ни одной игры (в двух предыдущих раундах отказались от участия её соперники, а в последнем — уже сама «Олимпия-85»).
В 2003 году при расширении Высшей лиги Кыргызстана клуб был включён в турнир Северной зоны Высшей лиги, в котором он занял 9-е место среди 11 участников (5 побед, 1 ничья и 14 поражений).
Во второй половине сезона проводился переходный турнир между аутсайдерами Высшей лиги и лучшими командами Первой лиги в Северной зоне, однако и там «Олимпия-85» не вошла в число лидеров. По окончании сезона 2003 года клуб был расформирован.